# Кріуля
Кріу́ля (рос. Криуля) — присілок у складі Тарногського району Вологодської області, Росія. Входить до складу Маркушевського сільського поселення.

## Населення
Населення — 29 осіб (2010; 42 у 2002).
Національний склад (станом на 2002 рік):
- росіяни — 100 %